# Pay Dirt
Pay Dirt is een Amerikaanse dramafilm uit 1916 onder regie van Henry King.

## Verhaal
Een goudzoeker vergokt 's avonds alles wat hij overdag opgraaft. De oude, slecht befaamde vrouw Moll helpt hem zijn gokverslaving te overwinnen. Daarna verlooft hij zich met Doris Wendell. Peter Gardner, wiens dochter Kate verliefd is op de goudzoeker, wil hem zijn mijnconcessie ontfutselen. Als Doris en de goudzoeker ontdekken dat Moll de moeder van de goudzoeker is, beëindigt Doris de verloving, omdat ze haar niet als schoonmoeder wil. Nadat gebleken is dat Peter eigenlijk niet de echte vader van Kate is, besluiten ze te trouwen. 

## Rolverdeling
| Acteur             | Personage       |
| ------------------ | --------------- |
| Henry King         | Goudzoeker      |
| Marguerite Nichols | Kate Gardner    |
| Gordon Sackville   | Peter Gardner   |
| Mollie McConnell   | Moll            |
| Daniel Gilfether   | Dick Weed       |
| Charles Dudley     | Oby             |
| Philo McCullough   | Turner          |
| Ruth White         | Doris Wendell   |
| Bruce Smith        | Vader van Doris |